# Konsulat Generalny Rosji w Krakowie

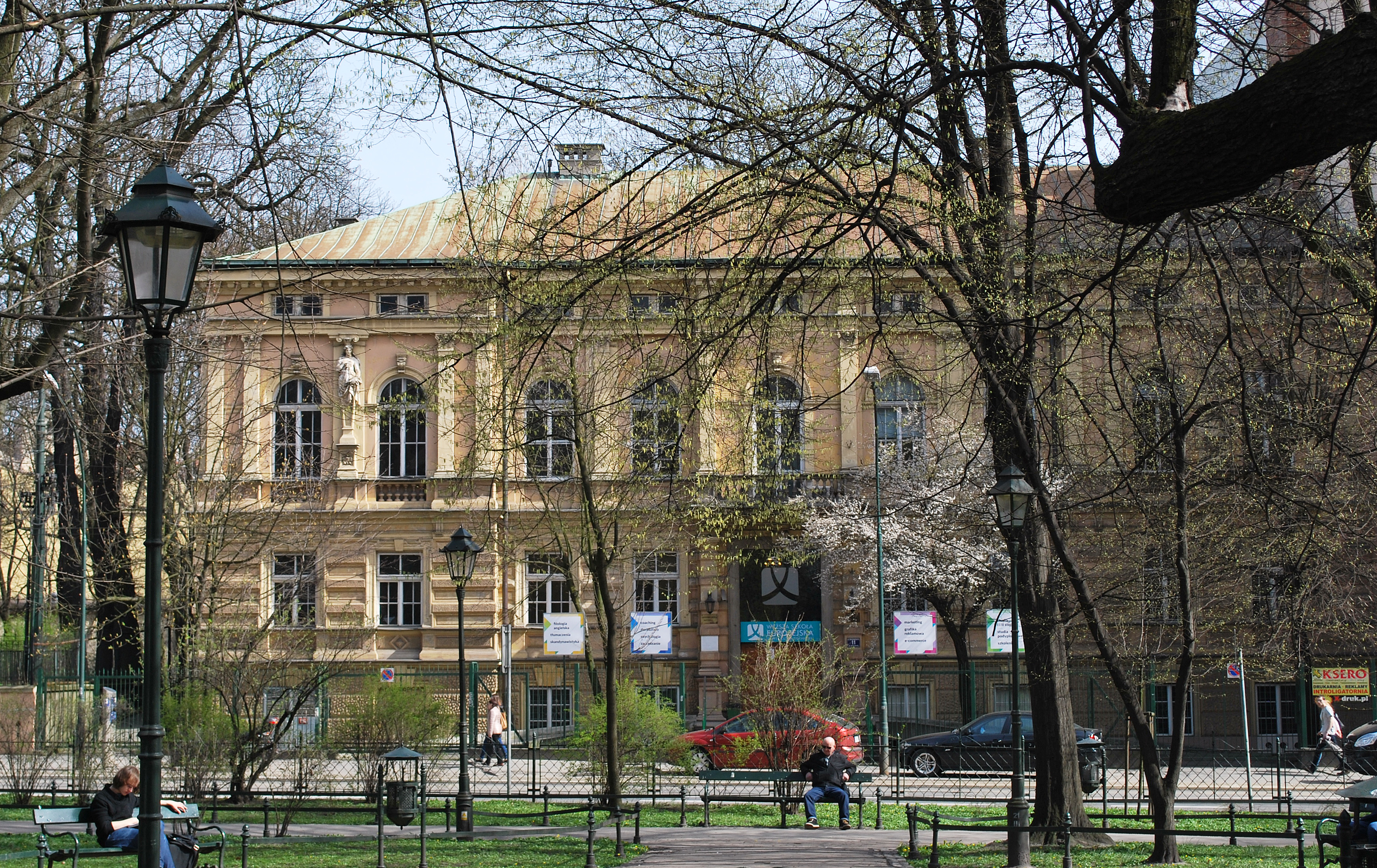
Pałac Walerego Rzewuskiego
Była siedziba Konsulatu Generalnego Rosji w Krakowie przy ul. Westerplatte 11.

Konsulat Generalny Federacji Rosyjskiej w Krakowie (ros. Генеральное консульство Российской Федерации в Кракове) – była misja konsularna Federacji Rosyjskiej w Krakowie, w Rzeczypospolitej Polskiej.

## Historia
Rosja dysponowała przedstawicielstwem dyplomatyczno-konsularnym w Krakowie, jako jedno z „państw opiekuńczych”, w randze rezydentury pełniącej też funkcję konsulatu generalnego, w okresie Rzeczypospolitej Krakowskiej (1818-1846).
Pierwsze swoje przedstawicielstwo w Krakowie ZSRR utrzymywał, w randze konsulatu generalnego, w latach 1939–1941.
W maju 2025 roku Minister Spraw Zagranicznych Rzeczypospolitej Polskiej, Radosław Sikorski, poinformował o cofnięciu zgody na działalność konsulatu. Decyzja ta była reakcją na potwierdzenie udziału rosyjskich służb specjalnych w podpalenie hali targowej przy ul. Marywilskiej w Warszawie. Konsulat oficjalnie zakończył działalność pod koniec czerwca 2025 roku.

## Siedziba
Po II wojnie światowej konsulat pomieszczono w mieszkaniu w kamienicy z 1934 (proj. Alfred Düntuch i Stefan Landsberger) przy ul. Lenartowicza 18/7 (1945-1946), następnie w wilii art déco z 1924 (proj. Jerzy Struszkiewicz) przy ul. Sienkiewicza 27 (1946), obecnie Hotel „Grottger”, w kamienicy z końca lat 30., po 1935?, przy ul. Szopena 1 (1946-), w willi/pałacu z 1900 przy ul. Rakowickiej 10 (1973), domu z 1867 (proj. Feliks Księgarski) przy ul. Westerplatte 11 (1976–2001).
W 2004 roku kraj ten ulokował swój konsulat w domu (proj. E. Zaklik) z 1905 przy ul. Biskupiej 7, który zajmował wcześniej Konsulat Węgier.

## Rezydenci/Kierownicy konsulatu[12][13][4][5]
- 1818-1834 – Stanisław Kostka Zarzecki (Станислав Костка Заржецкий), minister-rezydent/konsul generalny (1750-1853)
- 1831-1834 – Józef Riccard, chargé d’affaires
- 1835-1847 – Ernst Wilhelm Rembert von Ungern-Sternberg (Эрнест Романович Унгерн-Штернберг), minister-rezydent/konsul generalny (1794-1879)

- 1945-1946 – Wasyl Czernyszew, wicekonsul
- 1946 – I. Ejduk, p.o. wicekonsula
- 1946-1948 – Roman Owsijenko, konsul
- 1948-1951 – Wasilij Bakunow, konsul
- 1951-1953 – Aleksandr Nikitin, konsul
- 1953-1956 – Jurij Biernow, konsul
- 1956-1958 – Iwan Władimirow, konsul
- 1959 – Grigorij Poliakow, konsul[15]
- 1960[16]-1965 – Michaił Wołkow, konsul
- 1967 – Wasilij Miedow, konsul[17]
- 1969[18]-1971 – W. Nestierowicz, konsul/konsul generalny
- 1972 – Michaił Nowiczkow, konsul[19]
- 1973 – Lech Wachramiejew, konsul generalny[20]
- 1974 – Michaił Nowiczkow, konsul[21]
- 1976 – Iwan Korczma, konsul generalny[22]
- 1980-1986 – Gieorgij Rudow, konsul generalny
- 1986 – Andriej Czertow, konsul
- 1986-1991 – Piotr Sardaczuk, konsul generalny[23]
- 2000[24]-2001 – Iwan Tkaczenko, konsul generalny[25]
- 2015[26]-2019 – Aleksandr Minin, konsul generalny
- 2019-2025 – Siergiej Liniewicz, konsul generalny
- marzec–czerwiec 2025 – Tauras Szpokiawiczius, konsul generalny[27]